# Wiersz sylabotoniczny
Wiersz sylabotoniczny – rodzaj wiersza realizujący zasady regularnego systemu wersyfikacyjnego zwanego sylabotonizmem. Podstawową cechą wiersza sylabotonicznego, w odróżnieniu od sylabicznego, jest stabilizacja akcentów na określonych sylabach wersu, różnych w zależności od przyjętego wzorca. Trzeba jednak zaznaczyć, że w polskim sylabotonizmie występuje stabilizacja akcentu w średniówce i klauzuli, przez co polski wiersz sylabiczny można uważać za częściowo sylabotoniczny.
Najbardziej naturalne dla prozodii języka polskiego są wzorce trocheiczny i amfibrachiczny. Są one zasadniczo zgodne z podziałem na wyrazy (tok dierezowy). Schematy daktyliczny, jambiczny i anapestyczny są niezgodne z podziałem na wyrazy (tok cezurowy). Wzorzec peoniczny III w czystej postaci jest niezwykle rzadki.
Nieregularny wiersz sylabotoniczny to sposób wierszowania, w którym obowiązuje realizacja określonego metrum, ale nie jest zachowana ta sama liczba sylab w wersie. Dla przykładu poniżej podane są schematy dwóch zwrotek, pisanych odpowiednio wierszem sylabotonicznym (konkretnie jambicznym) regularnym (równostopowym) i nieregularnym (nierównostopowym).
Regularny wiersz sylabotoniczny:
sSsSsSsS (czterostopowiec jambiczny akatalektyczny)
sSsSsSsSs (czterostopowiec jambiczny hiperkatalektyczny)
sSsSsSsS (czterostopowiec jambiczny akatalektyczny)
sSsSsSsSs (czterostopowiec jambiczny hiperkatalektyczny)
Nieregularny wiersz sylabotoniczny:
sSsSsS (trójstopowiec jambiczny akatalektyczny)
sSsSsSsSsSs (pięciostopowiec jambiczny hiperkatalektyczny)
sSsSsSsS (czterostopowiec jambiczny akatalektyczny)
sSsSsSsSsSsSsSs (siedmiostopowiec jambiczny hiperkatalektyczny)

## Charakterystyka

### Rodzaje głównych stóp metrycznych wpolskiejwersyfikacji
- jamb

```
  '
- -

```

- trochej

```
'  
- -

```

- daktyl

```
'  
- - -

```

- amfibrach

```
  '
- - -

```

- anapest

```
    '
- - -

```

- peon III

```
    '
- - - -

```

## Historia
Pojawił się już pod koniec XVIII wieku, typowy stał się dla romantycznej liryki XIX wieku, obecny najczęściej w krótkich utworach lirycznych, zwłaszcza w pieśniach stylizowanych na pieśni ludowe. Prekursorami sylabotonizmu w Polsce byli wielcy romantycy Adam Mickiewicz, Juliusz Słowacki i Cyprian Kamil Norwid. Mistrzami sylabotonicznej techniki wierszowania byli zwłaszcza Adam Asnyk, Maria Konopnicka, Jan Kasprowicz, Leopold Staff, Bolesław Leśmian, Julian Tuwim, Jerzy Liebert, Lucjan Szenwald i Władysław Broniewski.
Tendencje sylabotoniczne można zaobserwować w utworach dawniejszych, jednak wynikają one bardziej z naturalnych predyspozycji języka polskiego niż ze świadomego stosowania reguł sylabotonizmu przez poetów staropolskich. Początek poniższej pieśni Jana Kochanowskiego jest ściśle trocheiczny pięciostopowy (SsSsSsSsSs).
Serce roście patrząc na te czasy!
Mało przed tym gołe były lasy,
Śnieg na ziemi wysszej łokcia leżał,
A po rzekach wóz nacięższy zbieżał.

Teraz drzewa liście na się wzięły,
Polne łąki pięknie zakwitnęły;
Lody zeszły, a po czystej wodzie
Idą statki i ciosane łodzie.

Teraz prawie świat się wszystek śmieje,
Zboża wstały, wiatr zachodni wieje;
Ptacy sobie gniazda omyślają,
A przede dniem śpiewać poczynają.
Natomiast ta strofa z Monachomachii Ignacego Krasickiego jest daktyliczna czterostopowa (SssSssSssSs).
W mieście, którego nazwiska nie powiem,
Nic to albowiem do rzeczy nie przyda,
W mieście, ponieważ zbiór pustek tak zowiem,
W godnem siedlisku i chłopa, i Żyda,
W mieście (gród, ziemstwo trzymało albowiem
Stare zamczysko, pustoty ohyda)
Były trzy karczmy, bram cztery ułomki,
Klasztorów dziewięć i gdzieniegdzie domki.

## Przykłady w poezji
Rodzaj ten pojawia się w poezji m.in.:
- A. Mickiewicza (Czaty, Trzech budrysów, Do B(ohdana Z(alewskiego))
- J. Słowackiego (Duma o Wacławie Rzewuskim)
- W. Pola (Pożegnanie)
- T. Lenartowicza (Złoty kubek)
- C.K. Norwida (Moja piosnka)
- M. Konopnickiej (Rota)
- A. Asnyka (Ulewa, Daremne żale, Ta łza)
- K. Przerwy-Tetmajera (Melodia mgieł nocnych, Hymn do nirwany)
- L. Staffa (Ballada o złotych kulach, Deszcz jesienny)
- B. Leśmiana (Dziewczyna, Matysek, Boże pełen w niebie chwały, Szewczyk)
- J. Lieberta (Jurgowska karczma)
- J. Grota, (Tkacze)
- B. Jasieńskiego (But w butonierce)
- J. Tuwima (Zadymka, Ranyjulek)
- K.K. Baczyńskiego (Sur le pont d'Avignon, Niebo złote ci otworzę)
- W. Broniewskiego, (Oda do Don Kichota)
- Cz. Miłosza (Walc, Ty silna noc)
- Z. Herberta (Piosenka)
- W. Szymborskiej (Nic dwa razy się nie zdarza, Urodziny)
- J.B. Ożoga, (Pogrzeb z wilgą, Jemioła, Dziedzilia)
- E. Lipskiej (Szyby)

## Przykłady wierszy

### Wiersz trocheiczny [czterostopowiec trocheiczny] (Wincenty Pol,Pieśń o ziemi naszej)
```
A czy znasz ty, bracie młody,  
'   '   '   '
- - - - - - - -
Twoje ziemie, twoje wody?      
'   '   '   '
- - - - - - - -
Z czego słyną, kędy giną,      
'   '   '   '
- - - - - - - -
W jakim kraju i dunaju?        
'   '   '   '
- - - - - - - -

```

### Wiersz amfibrachiczny [czterostopowiec amfibrachiczny] (Adam Mickiewicz,Kołysanka duchów nocnychz III częściDziadów)
```
Puch czarny, puch miękki pod głowę podłożmy,
  '     '     '     '
- - - - - - - - - - - -
Śpiewajmy, a cicho - nie trwożmy, nie trwożmy.
  '     '     '     '
- - - - - - - - - - - -

```

### Wiersz jambiczny [czterostopowiec jambiczny/trójstopowiec jambiczny] (Adam Asnyk,Ulewa)
```
Na szczytach Tatr, na szczytach Tatr,
  '   '   '   '
- - - - - - - - 
Na sinej ich krawędzi,
  '   '   '   
- - - - - - - 
Króluje w mgłach świszczący wiatr
  '   '   '   '
- - - - - - - - 
I ciemne chmury pędzi.
  '   '   '   
- - - - - - - 

```

### Wiersz daktyliczny [czterostopowiec daktyliczny/trójstopowiec daktyliczny] (Adam Mickiewicz,Alpuhara)
```
Dzielny Almanzor, widząc swe roty
'     '    '     '
- - - - -  - - - - -
Zbite w upornej obronie,
'     '     '   
- - - - - - - -  
Przerznął się między szable i groty
'     '    '     '
- - - - -  - - - - -
Uciekł i zmylił pogonie.
'     '     '   
- - - - - - - -  

```

### Wiersz anapestyczny [czterostopowiec anapestyczny/trójstopowiec anapestyczny] (Adam Mickiewicz,Czaty)
```
Z ogrodowej altany wojewoda zdyszany
    '     '        '     '
- - - - - - -  - - - - - - -
Bieży w zamek z wściekłością i trwogą.
    '     '     '     
- - - - - - - - - -
Odchyliwszy zasłony, spojrzał w łoże swej żony
    '     '        '     '
- - - - - - -  - - - - - - -
Pójrzał, zadrżał, nie znalazł nikogo.
    '     '     '     
- - - - - - - - - -

```

### Wiersz peoniczny III [czterostopowiec peoniczny III] (Bruno Jasieński,Panienki w lesie)
```
Zalistowiał cichosennie w cichopłaczu cicholas,
    '       '       '       '
- - - - - - - - - - - - - - - 
Jak chodziły nim panienki, pierwiośnianki, ekstazerki,
    '       '       '       '
- - - - - - - - - - - - - - - -
Kołysały się, schylały, rwały grzyby w bombonierki,
    '       '       '       '
- - - - - - - - - - - - - - - -
Atłasowe, żółte grzyby, te, co rosną tylko raz.
    '       '       '       '
- - - - - - - - - - - - - - - 

```

## Sylabotonizm w literaturach obcych
Sylabotonizm jest typowy dla metryki angielskiej, niemieckiej, rosyjskiej, słoweńskiej i czeskiej.
W wersyfikacji angielskiej panuje jamb, najczęściej pięciostopowy i nierymowany (blank verse). Blank verse tworzy zarówno dramaty, jak i najdłuższe dzieła epickie, jak Raj utracony Johna Miltona. Blank verse'm zostały napisane obszerne eposy Król Alfred Johna Fitchetta i Upadek Niniwy Edwina Atherstone'a. Popularność wiersza białego w literaturze angielskiej wynika z większych trudności ze znalezieniem rymów.
Tombed in the solid night of starless space;
From nearest living orb so far removed,
That light, of all material things most swift,
Myriads on myriads of earth's years must speed,
Ere the mere outskirts of that Stygian gloom,
If ever, it might reach,--at rest eterne,
Lies the cold wreck of an extinguished sun.
Prime glory once of all heaven's radiant host;
Body, for soul of purest light most fit--
'Tween its first darkening, and eclipse complete,
Streamed years which might eternity appear;
While into ether, like the particles,
Invisible, which are the breath of flowers,
The mighty bulk its softer elements
Still ever was exhaling. As when flesh
And sinew of earth's monster Mastodon,
By the slow wasting of the elements,
All are dissolved, and hard, enduring bones
Alone remain,--even so, of this immense,--
When, by the ocean waves of centuries,
Millions succeeding millions, worn away,--
The adamantine skeleton alone,
In darkness, silence, utter solitude,
A ruin for eternity, was left.
(Edwin Atherstone, Israel in Egypt).
Dla angielskiego nierymowanego pięciostopowca jambicznego typowe są bardzo długie zdania, jak w powyższym przykładzie.
W wersyfikacji rosyjskiej najbardziej efektowny jest jamb czterostopowy, ulubiona forma największych romantyków:
Мы все учились понемногу,
Чему-нибудь и как-нибудь;
Так воспитаньем, слава Богу,
У нас немудрено блеснуть.
Онегин был, по мненью многих
Судей решительных и строгих),
Ученый малый, но педант.
Имел он счастливый талант
Без принужденья в разговоре
Коснуться до всего слегка,
С ученым видом знатока
Хранить молчанье в важном споре
И возбуждать улыбку дам
Огнем нежданных эпиграмм.
(Aleksandr Puszkin, Евгений Онегин)
W literaturze niemieckiej spotyka się najczęściej jamby, choć nie brakuje i trochejów.
Natur und Kunst, sie scheinen sich zu fliehen,
Und haben sich, eh' man es denkt, gefunden;
Der Widerwille ist auch mir verschwunden,
Und beide scheinen gleich mich anzuziehen.

Es gilt wohl nur ein redliches Bemühen!
Und wenn wir erst in abgemeßnen Stunden
Mit Geist und Fleiß uns an die Kunst gebunden,
Mag frei Natur im Herzen wieder glühen.

So ist's mit aller Bildung auch beschaffen:
Vergebens werden ungebundne Geister
Nach der Vollendung reiner Höhe streben.

Wer Großes will, muß sich zusammen raffen;
In der Beschränkung zeigt sich erst der Meister,
Und das Gesetz nur kann uns Freiheit geben.
(Johann Wolfgang Goethe, Natur und Kunst)
W poezji słoweńskiej podstawowym formatem jest pięciostopowy jamb, oparty na wzorach niemieckich i włoskich. Posłużył się nim na przykład największy słoweński poeta romantyczny France Prešeren, pisząc poemat Chrzest nad Sawicą, pełniący funkcję narodowego eposu Słoweńców. Utwór ten przełożył na język polski Marian Piechal.
Al jezero, ki na njega pokrajni
stojiš, ni, Črtomír! podoba tvoja? -
To noč je jenjal vojske šum vunajni,
potihnil ti vihar ni v prsih boja;
le hujši se je zbudil črv nekdajni,
ak prav uči me v revah skušnja moja,
bolj grize, bolj po novi krvi vpije,
požrešniši obupa so harpíje.
(France Prešeren, Krst pri Savici)
W wersyfikacji czeskiej bardziej naturalny jest trochej:
Lešetínský kovář
chlapík jak se sluší:
Ocel rukou láme,
pěstí kámen kruší,
hračkou zvedne statný strom,
jeho perlík jako hrom
v kovadlinu buší.
Když mu v rukou dílo
jiskří, kouří, syčí
a mrak sazí tváře
na černo mu líčí,
vlaje temný vous a vlas:
v rudé záři jako ďas
do stropu se týčí.
(Svatopluk Čech Lešetínský kovář)
Poeci czescy preferują jednak jamb:
Za růžového večera
pod dubem sličná děva sedí,
se skály v břehu jezera
daleko přes jezero hledí.
To se jí modro k nohoum vine,
dále zeleně zakvítá,
vzdy zeleněji prosvítá,
až v dálce v bledé jasno splyne.
Po šírošíré hladině
umdlelý dívka zrak upírá;
po šírošíré hladině
nic mimo promyk hvězd nezírá;
Dívčina krásná, anjel padlý,
co amarant na jaro svadlý,
v ubledlých lících krásy spějí.
Hodina jenž jí všecko vzala,
ta v usta, zraky, čelo její
půvabný žal i smutek psala. –
(Karel Hynek Mácha, Máj)
Karierę czeskiego jambu zapoczątkował poemat Karela Hynka Máchy Máj, z którego pochodzi powyższy cytat. Utwór ten charakteryzuje się także wyrafinowaną instrumentacją głoskową. Pisał o niej Roman Jakobson. W poezji czeskiej powszechnie występuje też daktyl:
Za temným oknem, v květníku sivém,
hrubý a ostnatý mračil se kaktus.
Jednoho jitra
červený z lodyhy vyrazil kalich,
červený květ.
Petr Bezruč, Červený květ)
SssSs//SssSs
SssSssSssSs
SssSs
SssSssSssSs
SssS
Trzeba jednak powiedzieć, że sylabotonizm sylabotonizmowi nierówny. Sylabotonizm angielski jest bliższy tonizmu, a sylabotonizm czeski sylabizmu. To wynika oczywiście z odmiennej prozodii obu języków. Akcent angielski (jak też niemiecki i rosyjski) jest bardzo mocny, a akcent czeski (i słowacki) słaby.